# Santa Clara de Asís-missie

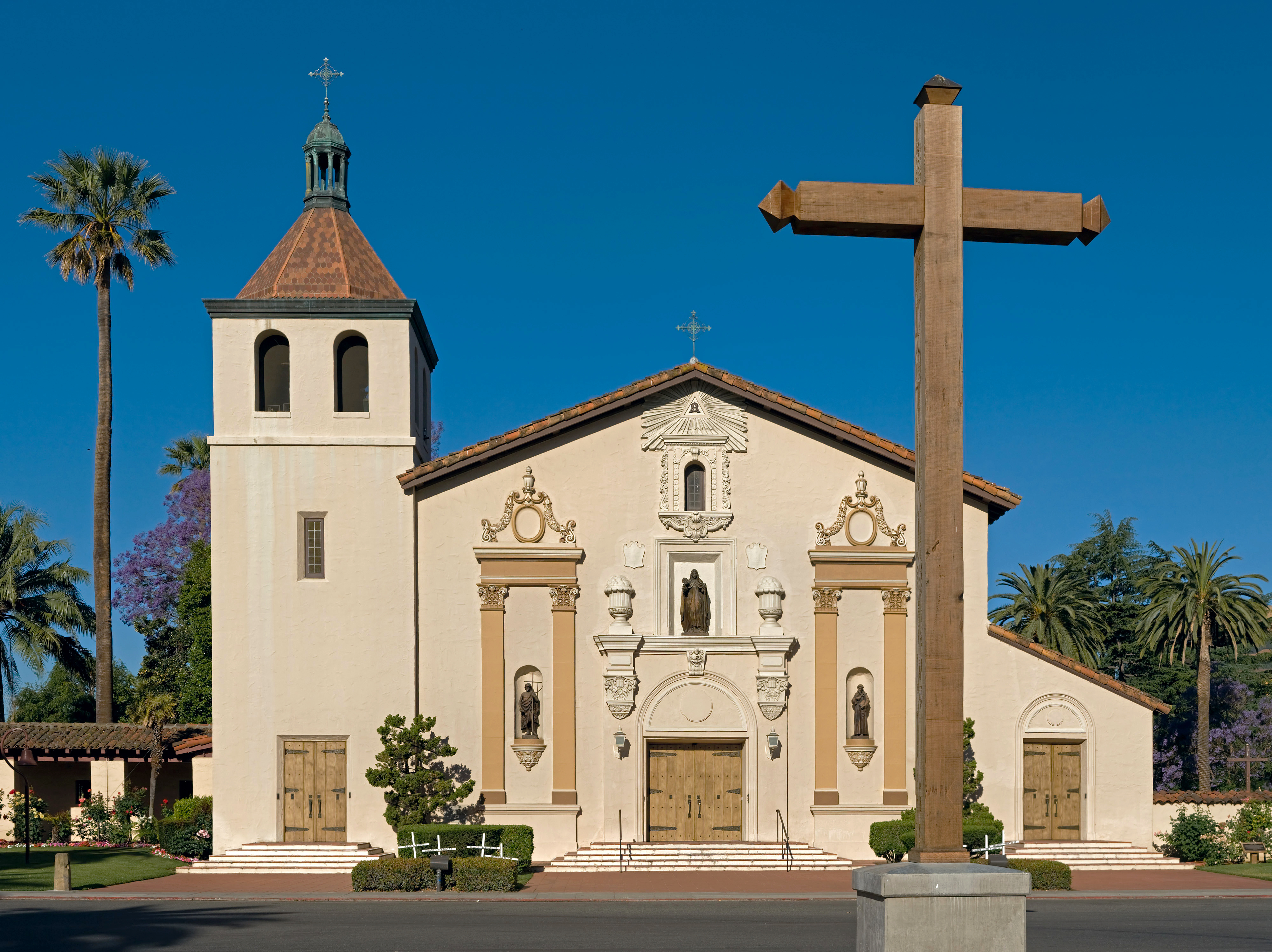
De Santa Clara de Asís-missie op de campus van de Santa Clara-universiteit.

De Santa Clara de Asís-missie (Engels: Mission Santa Clara de Asís, Spaans: La Misión Santa Clara de Thamien) is een rooms-katholieke missie en historisch monument in de Amerikaanse staat Californië. Op 12 januari 1777 stichtte Junípero Serra de Santa Clara-missie - de achtste franciscaner missie in Alta California - nabij het dorp So-co-is-u-ka van de Ohlone-indianen, in wat nu de stad Santa Clara is. De Santa Clara-missie werd zes keer vernield en heropgebouwd, maar werd nooit verlaten. Tegenwoordig is de kerk zowel een parochiekerk in het bisdom San Jose als de kapel van de Santa Clara-universiteit. De missie werd naar Clara van Assisi vernoemd en gaf die naam op zijn beurt door aan zowel de stad als de county Santa Clara. De gelijknamige universiteit werd rondom de missie gebouwd.
Het bouwwerk is erkend als California Historical Landmark.